# Maggi Hambling
Pour les articles homonymes, voir Hambling.
Maggi Hambling, née le 23 octobre 1945 à Sudbury dans le Suffolk, est une peintre et sculptrice britannique. Ses œuvres publiques les plus connues sont les sculptures A Conversation with Oscar Wilde et A Sculpture for Mary Wollstonecraft à Londres, et la Scallop (coquille Saint Jacques) en acier de 4 mètres de haut sur la plage d'Aldeburgh,.

## Biographie

### Enfance
Maggi Hambling naît le 23 octobre 1945 à Sudbury,. Sa mère est Marjorie Harris (1907-1988) et son père Harry Hambling (1902-1998), un homme politique local et banquier à Barclays. Elle a un frère et une soeur.
Elle commence à étudier l'art auprès d'Yvonne Drewry (en) à l'École Amberfield (en) à Nacton. Puis se forme de 1960 à 1962 auprès de Cedric Morris (en) et Lett Haines (en) à l'East Anglian School of Painting and Drawing (en)à Benton End (en).
Elle étudie à la Ipswich School of Art (en) entre 1962 et 1964, à la Camberwell School of Art (en) à Londres entre 1964 et 1967, et à la Slade School of Fine Art à l'University College of London entre 1967 et 1969.

### Carrière
La réputation de Maggi Hambling est forgée par une importante série de portraits du célèbre comédien britannique Max Wall, réalisés alors qu'elle était la première artiste en résidence à la National Gallery à Londres entre 1980 et 1981, et exposés à la National Portrait Gallery en 1983.

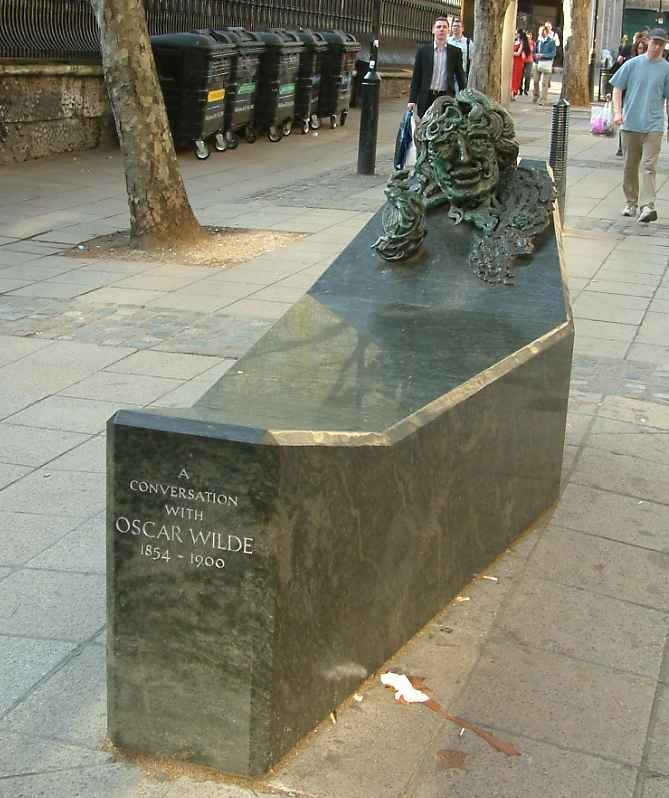
Conversation avec Oscar Wilde, centre de Londres

Au milieu des années 1980, elle se tourne vers la peinture de paysage terrestres et marins complexes, faite dans son Suffolk natal. Une célèbre série de peintures sur la mer du Nord est conservée par la National Portrait Gallery.
Les femmes figurent en bonne place dans sa série de portraits. Hambling est chargée par la National Portrait Gallery de peindre la professeure Dorothy Hodgkin en 1985. Le portrait présente Hodgkin à un bureau à quatre mains, toutes engagées dans des tâches différentes. Son travail plus large est organisé dans de nombreuses collections publiques, dont le British Museum, la Tate museums, la National Gallery, la Scottish National Gallery of Modern Art et le Victoria and Albert Museum.

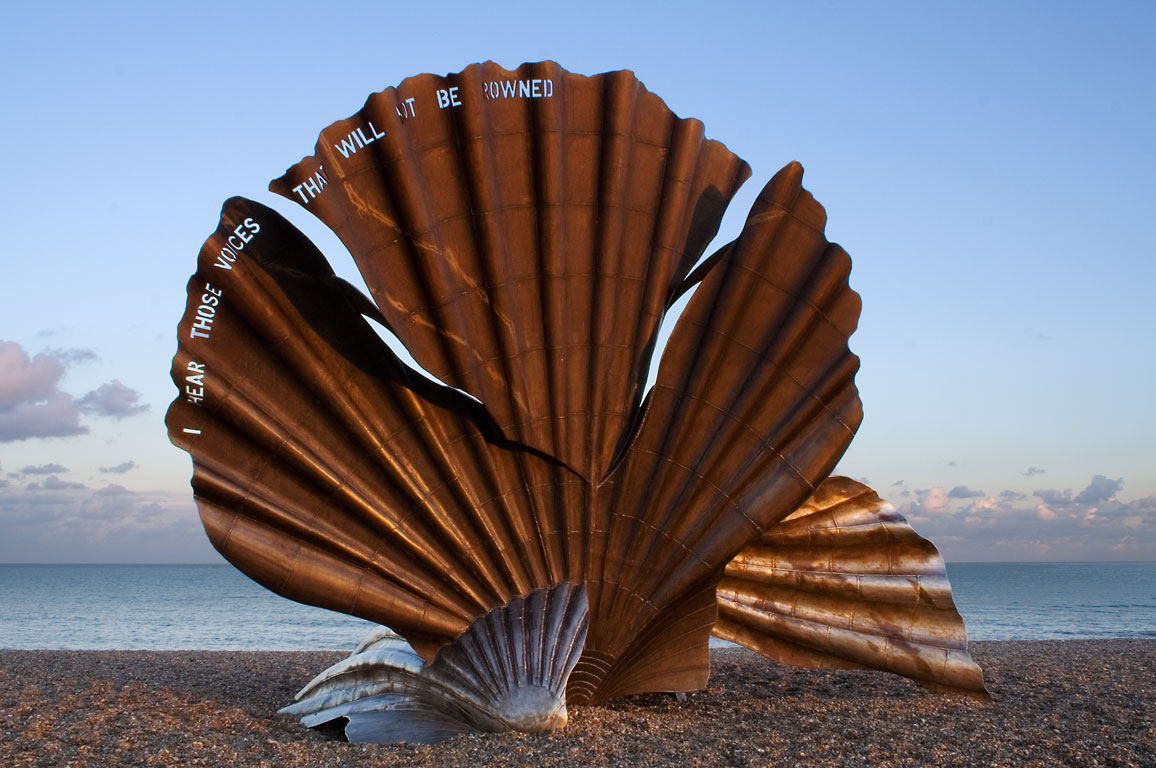
Scallop (coquille Saint-Jacques) se trouve sur l'extrémité nord de la plage d'Aldeburgh

Hambling est connu pour avoir peint les morts, y compris des portraits de ses parents et Henrietta Moraes (en) dans leurs cercueils, disant qu'elle « a trouvé plutôt thérapeutique de continuer à les peindre après la mort ». George Melly a fait l'objet d'une série qui a documenté son approche de la mort, et a déclaré qu'elle irait dans l'histoire sous le nom de « Maggi 'coffin' Hambling ». Certains de ses travaux récents sont stimulés par la colère - pour la destruction de la planète, de la politique, des questions sociales. Elle a également dit que « faire une œuvre d'art, c'est faire une œuvre d'amour ».
Hambling est un mécène de Paintings in Hospitals (en), un organisme de bienfaisance qui fournit de l'art pour la santé et les soins sociaux en Angleterre, au pays  Galles et en Irlande du Nord.

## Prix et récompense
- En 1995, elle remporte le prix Jerwood Painting Prize (en) (avec Patrick Caulfield). La même année, elle reçoit l'Ordre de l'Empire britannique pour ses services de peinture. En 2005, elle est récompensée du Marsh Award (en) pour l'excellence dans la sculpture publique pour coquille Saint-Jacques.
- En 2010, lors des honneurs du Nouvel An 2010 (en), elle reçoit l'Ordre de l'Empire britanniquepour les services rendus à l'art.